# Richford, New York
Richford este un târg aflat în comitatul Tioga, New York din Statele Unite ale Americii. La recensământul din 2010, acesta avea o populație de 1.172 de persoane. Așezarea este numită după Ezekial Rich, un colonist și binefăcător al orașului.

## Personalități marcante
- John D. Rockefeller (1839-1937), industriaș, filantrop, fondatorul companiei Standard Oil, cea mai mare companie petrolieră din secolul al XIX-lea.
- Gurdon Wattles (1855-1932), om de afaceri, bancher și lider civil în Omaha, Nebraska .